# Linda Hunt
Linda Hunt (Morristown, New Jersey, 1945. április 2. –) Oscar-díjas amerikai színésznő.
1980-ban debütált a filmvásznon a Popeye című filmben, majd A veszélyes élet éve (1982) című filmmel elnyerte a legjobb női főszereplőnek járó Oscart – ő volt az első olyan színész, aki ellenkező nemű szereplőt alakítva vehette át a kitüntetést. Ezt követően feltűnt a Dűne (1984), a Silverado (1985), az Ovizsaru (1990), a Pocahontas (1995), a Pocahontas 2. – Vár egy új világ (1998) és a Felforgatókönyv (2006) című filmekben.
Szinkronszínészként hangját kölcsönözte a God of War-videójátéksorozatban. 1997 és 2002 között az Ügyvédek című televíziós sorozat visszatérő szereplője volt, 2009-től 2021-ig Henrietta "Hetty" Lange-t alakította az NCIS: Los Angeles epizódjaiban.

## Fiatalkora
Elsie Hunt zongoratanárnő és Raymond Davy Hunt, a Harper Fuel Oil vállalat alelnöke leányaként született Morristownban, New Jersey államban. Van egy nővére, Marcia. Hunt az Interlochen Center for the Arts és a Goodman School of Drama iskolákba járt (utóbbi a chicagói római katolikus DePaul Egyetemhez tartozik).

## Pályafutása
1976-ban tűnt fel először a képernyőn a Great Performances című televíziós sorozatban, Nora szerepében. 1980-ban Robin Williams családi vígjátékában, a Popeye-ben Mrs. Oxheart szerepét kapta meg. Mel Gibson és Sigourney Weaver mellett láthattuk A veszélyes élet éve című filmben, de ő volt Shadout Mapes a Frank Herbert regényéből készült Dűne című fantasztikus filmben és Katina Peter Yates háborús drámájában, az Eleni-ben, 1985-ben. Aztán jött a Nőstényördög Hooper szerepével és Ivan Reitman vígjátéka, az Ovizsaru Arnold Schwarzeneggerrel, Penelope Ann Millerrel és Pamela Reeddel a főszerepben, ahol Hunt alakította Miss Schlowskit, az erélyes, de jólelkű iskolaigazgatót. A Spionfióka című akcióvígjátékban pont ellenkezőleg: Michael Corben (Richard Grieco) és Mariska (Gabrielle Anwar) ellenfeleként a főgonosz Augustus Steranko (Roger Rees) jobbkeze, Ilsa Grunt szerepében egy kíméletlen gyilkost alakít kitűnően.
1993-ban főszerepet kapott Brendan Fraser és Elisabeth Shue mellett a A húszdolláros című filmben, de láthattuk a Pret-a-porter – Divatdiktátorokban, A bestia című horrorfilmben és a Kevin Costner főszereplésével készült 2002-es Szitakötő című filmben is. Az Enyém, tiéd, miénk című családi vígjátékban is elvállalt egy kisebb szerepet, de 2000-től többnyire sorozatokban játszott, így például az Ügyvédek-ben Zoey Hiller bírónő, a Nyomtalanul című bűnügyi sorozatban Dr. Clare Bryson, Az egység című sorozat két epizódjában pedig Dr. Eudora Hobbs szerepében. 2009 óta az NCIS: Los Angeles című sorozatban ő Hetty Lange műveleti igazgató. 

## Filmográfia

### Film
| Év   | Magyar cím                       | Eredeti cím                           | Szerep                  | Magyar hang               |
| ---- | -------------------------------- | ------------------------------------- | ----------------------- | ------------------------- |
| 1980 | Popeye                           | Popeye                                | Mrs. Oxheart            |                           |
| 1982 | A veszélyes élet éve             | The Year of Living Dangerously        | Billy Kwan              | Tábori Nóra               |
| 1984 | Dűne                             | Dune                                  | Shadout Mapes           | Pásztor Erzsi             |
| 1984 | A bostoniak                      | The Bostonians                        | Dr. Prance              | Zsolnai Júlia             |
| 1985 | Eleni                            | Eleni                                 | Katina                  | Borbás Gabi               |
| 1985 | Silverado                        | Silverado                             | Stella                  | Czigány Judit             |
| 1985 | Silverado                        | Silverado                             | Stella                  | Halász Aranka             |
| 1989 | Nőstényördög                     | She-Devil                             | Hooper                  | Várhegyi Teréz            |
| 1990 | Ovizsaru                         | Kindergarten Cop                      | Miss Schlowski          | Tábori Nóra               |
| 1990 | Ovizsaru                         | Kindergarten Cop                      | Miss Schlowski          | Bessenyei Emma            |
| 1991 | Spionfióka                       | If Looks Could Kill                   | Ilsa Grunt              | Tábori Nóra               |
| 1992 | Eső mennydörgés nélkül           | Rain Without Thunder                  | Atwood Society Director |                           |
| 1993 | Örökifjú & társa                 | Younger and Younger                   | Frances                 |                           |
| 1993 | A húszdolláros                   | Twenty Bucks                          | Angeline                | Pásztor Erzsi             |
| 1994 | Pret-a-porter – Divatdiktátorok  | Pret-a-Porter                         | Regina Krumm            | Halász Aranka             |
| 1995 | Pocahontas                       | Pocahontas                            | Fűzanyó (hangja)        | Tábori Nóra               |
| 1995 | Pocahontas                       | Pocahontas                            | Fűzanyó (hangja)        | Kútvölgyi Erzsébet (ének) |
| 1997 | A bestia                         | The Relic                             | Dr. Ann Cuthbert        | Bessenyei Emma            |
| 1997 | Eszem a szíved                   | Eat Your Heart Out                    | Kathryn                 |                           |
| 1998 | Pocahontas 2. – Vár egy új világ | Pocahontas II: Journey to a New World | Fűzanyó (hangja)        | Tábori Nóra               |
| 2002 | Szitakötő                        | Dragonfly                             | Madeline nővér          | Pásztor Erzsi             |
| 2002 | Szitakötő                        | Dragonfly                             | Madeline nővér          | Halász Aranka             |
| 2005 | Enyém, tiéd, miénk               | Yours, Mine & Ours                    | Mrs. Munion             | Szabó Éva                 |
| 2006 | Felforgatókönyv                  | Stranger Than Fiction                 | Dr. Jill Mittag-Leffler | Várnagy Kati              |
| 2017 |                                  | The Relationtrip                      | Dr. Lipschweiss         |                           |
| 2018 | Solo: Egy Star Wars-történet     | Solo: A Star Wars Story               | Lasy Proxima (hangja)   | Halász Aranka             |

### Televízió
| Év        | Magyar cím                          | Eredeti cím                                   | Szerep                     | Megjegyzések                                  |
| --------- | ----------------------------------- | --------------------------------------------- | -------------------------- | --------------------------------------------- |
| 1976      |                                     | Great Performances                            | Nora                       | 1 epizód                                      |
| 1978      |                                     | Fame                                          | Mona                       | tévéfilm                                      |
| 1987      |                                     | American Playhouse                            | Alice B. Toklas            | 1 epizód                                      |
| 1987      |                                     | Basements                                     | Rose                       | tévéfilm                                      |
| 1987      |                                     | The Room Upstairs                             | Mrs. Sanders               | tévéfilm                                      |
| 1993–1994 |                                     | Space Rangers                                 | Chenault parancsnok        | 6 epizód                                      |
| 1997–2002 | Ügyvédek                            | The Practice                                  | Zoey Hiller bíró           | 23 epizód                                     |
| 2003–2005 | Carnivale – Vándorcirkusz           | Carnivale                                     | menedzsment (hangja)       | 10 epizód                                     |
| 2005      | Auschwitz – A nácik végső megoldása | Auschwitz: The Nazis and the ’Final Solution’ | narrátor (amerikai verzió) | dokumentumsorozat (6 epizód)                  |
| 2007–2008 | Az egység                           | The Unit                                      | Dr. Eudora Hobbs           | 2 epizód                                      |
| 2008      | Nyomtalanul                         | Without a Trace                               | Dr. Claire Bryson          | 3 epizód                                      |
| 2009      | Kés/Alatt                           | Nip/Tuck                                      | hatóság hangja             | 1 epizód                                      |
| 2009–2021 | NCIS: Los Angeles                   | NCIS: Los Angeles                             | Henrietta "Hetty" Lange    | - főszereplő - magyar hangja: - Halász Aranka |
| 2014      | Skorpió – Agymenők akcióban         | Scorpion                                      | Henrietta "Hetty" Lange    | 1 epizód                                      |

## Fordítás
- Ez a szócikk részben vagy egészben  a   Linda Hunt című angol Wikipédia-szócikk ezen változatának fordításán alapul.  Az eredeti cikk szerkesztőit annak laptörténete sorolja fel. Ez a jelzés csupán a megfogalmazás eredetét és a szerzői jogokat jelzi, nem szolgál a cikkben szereplő információk forrásmegjelöléseként.